# 후지 제록스
후지필름 비즈니스 이노베이션 주식회사(일본어: 富士フイルムビジネスイノベーション株式会社, 영어: FujiFilm Business Innovation Corp.)은 1962년에 일본 후지필름과 미국 제록스의 합작회사로 시작된 다국적 기업이다. 아시아·태평양 지역에서 복사기를 개발, 생산, 판매할 목적으로 일본에 본사를 두었으며, 초기에는 두 회사가 동등한 지분을 보유하였으나 후지필름이 75%, 제록스가 25%의 지분을 가지는 것으로 변경되었다. 2019년 11월 후지필름이 나머지 25% 지분을 매입해서 완전한 자회사로 만들면서 제록스와 파트너 관계는 종료되었다.

## 같이 보기
- 제록스
- 후지필름
- 한국후지필름비즈니스이노베이션